# 西京ライブドア銀行
株式会社西京ライブドア銀行（英文表記名：livedoor SAIKYO Bank、いずれも仮称）は、山口県周南市に本店を置く第二地方銀行の西京銀行と、インターネット関連企業のライブドア（後のLDH）が共同出資して、東京都中央区日本橋本町に本店を置く予定で設立準備を進めていたネット銀行（厳密には準備会社）。

## 概要
西京銀行は「新時代に向けた組織体制の構築」と「リレーションシップバンキング機能強化」 をはかるべく、2004年7月12日に本店に次ぐ組織である東京本部を設置し、市場金融部の東京進出を実現。その後も全国展開を目指してインターネットを活用したさらなる事業展開を画策していた。一方、ライブドアも証券業に進出 し金融部門の強化を図るべく銀行業への参入を目指しており、過去に2004年までイーバンク銀行と提携をしていたが関係が悪化して提携解除となったため にパートナーとなる銀行を探していた。このような両者の思惑が一致する形で、2005年1月24日に新銀行設立構想を公表、同年3月7日には両者の業務提携が締結され、金融関係者に衝撃を与えた。両者は銀行業の免許取得次第開業したいとしていた（出資比率が西京銀行51%、ライブドアの子会社である金融持株会社のライブドアフィナンシャルホールディングス が49%なのも、銀行免許の取得を容易にするためと推測されていた）が、ライブドア旧経営陣の逮捕・起訴などを受けて金融庁からの銀行業免許の認可が難しくなったことから、2006年3月29日、両者が業務提携を解除し、「西京ライブドア銀行」構想は1年余りで消滅した。なお、西京銀行にも別に金融庁への報告義務違反による行政処分が行われたことにより事業展開を見直さざるを得なくなり、2006年6月に当時の頭取が辞任、東京進出戦略も大幅に見直され、東京本部の規模も縮小。2008年には東京支店も移転および名称変更し事実上の撤退が行われることとなった。
提携発表当時、ニッポン放送の株式取得などで世間を騒がせていたライブドアと地方銀行という異色のコラボレーションはさまざまな業界から注目を集めた。既存の銀行とIT企業の提携によるインターネット専業銀行設立という形態は過去に例がなく、その後東京都民銀行（現きらぼし銀行）と楽天（東京都民銀行楽天支店）、住友信託銀行（現・三井住友信託銀行）とSBIホールディングス（住信SBIネット銀行）、三菱東京UFJ銀行（現三菱UFJ銀行）とKDDI（じぶん銀行・現auじぶん銀行）などの組み合わせで追随するかたちとなった。また皮肉にも、ライブドアと提携が破談になったイーバンク銀行も楽天の傘下に収まった。
その後、西京銀行はかつてライブドアの重役だった藤澤信義が経営するJトラストとの関係を密にしている。西京銀行はJトラストに2.44％出資する大株主 であり、Jトラストの完全子会社日本保証は西京銀行との間に多数の提携商品を展開している。